# サイレンス (音楽)
音楽におけるサイレンスは、楽曲内の沈黙について論述されることのあるタームである。

## 歴史
ダダイズム時代に休符だけの作品を発表した作曲家はともかく、「沈黙」が音楽の一要素であると考えられるようになったのはバロック時代だと考えられている。ルネサンス時代は「弱起の曲」が存在せず、音楽の始まりは常に「音符」から始まる。このころは「スコア」を持たずすべてパート譜だったので、誰かが音を発さない限り音楽というものは始まらなかったのである。
やがてバロックの時代になると「スコア」が発明され、だれがどこで休むかも合理的に楽譜で指摘することができるようになった。バロックの時代からは「不完全小節」や「弱起の曲」も格段に増えるようになり、「音楽が始まる前からスコアスクローラは開始されている」いわゆる「沈黙」というものを初めて西洋人は手にしたのである。
日本が開国すると、日本の音楽も西洋人は聴くようになり、西洋人は東洋の音楽に沈黙が深く関与していることを見逃さなかった。ヨハネス・ブラームスは琴の演奏を聴いており、その影響は間奏曲Op.119-1の冒頭に現れた。アントン・ブルックナーの後期の交響曲では複数の主題は沈黙で断絶される（ブルックナーが日本音楽を聴いたかどうかは諸説ある）。音と音の間に存在する時間的な空白を間と呼ぶ。
意図的に楽曲内が沈黙で満たされているもっとも有名な例は、ジョン・ケージの『4分33秒』である。4分33秒何もせず、デイヴィッド・チューダーはピアノのふたを静かに閉めステージを後にした。初演は楽曲が「演奏」されている間、怒号やざわめきの嵐だったといわれるが、演奏家は何もしない。音がしないとはどういうことなのか、アメリカ人が西洋人に先駆けて問題提示を行った。
1994年に開始されたヴァンデルヴァイザー楽派になると、4分どころか40分以上沈黙でも構わないという過激な主張を持つ音楽家も出現するようになり、演奏家はほとんどの間「何もしない」が、聴衆の態度も「4分33秒」からずいぶん好意的になったため、楽曲内も聴衆はおとなしく「何も鳴らない」瞬間をコンサート会場で体感する機会も増えていった。それでも排水溝から水の流れる音が響いたり、客がペットボトルを落とす音が聞こえたり、とイレギュラーな音までは防ぎようがないため、それらの音のほうが聴衆に覚えられているということも頻繁に起こっている。